# Szívizomláz (Zséda-album)
A Szívizomláz a magyar énekesnő Zséda 2021-ben megjelent hetedik nagylemeze. Az album a Magneoton lemezkiadó gondozásában jelent meg.

## Számlista
| 1.  | Életben maradni                | Zsédenyi Adrienn · Moldvai Márk · Hujber Szabolcs · Létray Ákos                | 3:43 |
| 2.  | A falakon túl                  | Valla Attila · Létray Ákos                                                     | 3:29 |
| 3.  | LaLaLaLa (Tandemugrás)         | Ifj. Malek Miklós · Savannah Lynx · Tariska Szabolcs                           | 3:10 |
| 4.  | Hello (duett Kökény Attilával) | Zsédenyi Adrienn · Valla Attila · Moldvai Márk · Hujber Szabolcs · Létray Ákos | 3:37 |
| 5.  | Csak a szívemet dobom eléd     | Sztevanovity Dusán · Presser Gábor                                             | 3:49 |
| 6.  | Babyblue                       | Jamie Winchester · Hujber Szabolcs                                             | 3:14 |
| 7.  | Napfénytető                    | Hujber Szabolcs · Létray Ákos                                                  | 3:25 |
| 8.  | Kócos                          | Zsédenyi Adrienn · Bartalos Jenő · Tariska Szabolcs · Vékony Zoltán            | 3:48 |
| 9.  | Éjfél                          | Valla Attila · Elio Anthony · Jamie Winchester · Luca Chiaravalli              | 3:57 |
| 10. | Élj a napnak (Budapest-dal)    | Jamie Winchester · Luca Chiaravalli · Tariska Szabolcs                         | 3:21 |

## Videóklipek
- Életben maradni
- Csak a szívemet dobom eléd
- Hello
- A falakon túl
- Kócos